# Stenomacrus anceps
Stenomacrus anceps är en stekelart som beskrevs av Szepligeti 1898. Stenomacrus anceps ingår i släktet Stenomacrus och familjen brokparasitsteklar. Inga underarter finns listade i Catalogue of Life.